# Alcubilla de Avellaneda
Alcubilla de Avellaneda – gmina w Hiszpanii, w prowincji Soria, w Kastylii i León, o powierzchni 60,56 km². W 2011 roku gmina liczyła 161 mieszkańców.